# Свята Намібії
Це список свят Намібії

## Список
| Дата            | Назва                |
| --------------- | -------------------- |
| 1 січня         | Новий Рік            |
| 21 березня      | День Незалежності    |
| Великдень -2 д  | Страсна п'ятниця     |
| Великдень +1 д  | Великодній понеділок |
| 1 травня        | День Праці           |
| 4 травня        | День Кассінги        |
| Великдень +39 д | Вознесіння Господнє  |
| 25 травня       | День Африки          |
| 26 серпня       | День Героїв          |
| 10 грудня       | День прав людини     |
| 25 грудня       | Різдво               |
| 26 грудня       | День доброї волі     |